# Явожина-Слёнска (гмина)
Явожина-Слёнска (пол. Jaworzyna Śląska) — городско-сельская гмина (волость) в Польше, входит как административная единица в Свидницкий повет (Нижнесилезское воеводство), Нижнесилезское воеводство. Население — 10 294 человека (на 2004 год).

## Демография
| Перепись                       | Всего   | Всего | Женщины | Женщины | Мужчины | Мужчины |
| ------------------------------ | ------- | ----- | ------- | ------- | ------- | ------- |
| Единицы                        | человек | %     | человек | %       | человек | %       |
| Население                      | 10 294  | 100   | 5372    | 52,2    | 4922    | 47,8    |
| Плотность населения (чел./км²) | 152,9   | 152,9 | 79,8    | 79,8    | 73,1    | 73,1    |

## Состав гмины
В состав гмины ходят:
- Город Явожина-Слёнска и следующие деревни:

1. Багйенйеч
2. Болеславицe (проият свидники)
3. Чехы
4. Миловиче
5. Новицe (нижнесилезское воеводство)
6. Новы Яворов
7. Пасечна
8. Пастухои
9. Пётрович Свидникие
10. Старый Явороф
11. Toмкова
12. Виткои (проият свидники)

## Соседние гмины
1. Гмина Стшегом
2. Гмина Свидница
3. Свидница
4. Свебодзице
5. Гмина Жарув